# Eutidem (escriptor)
Eutidem (en llatí Euthydemus, en grec antic Εὐθύδημος) fou un escriptor grec de receptes de cuina, esmentat per Ateneu de Naucratis, que cita alguns versos seus sobre peixos salats, dits per Eutidem mateix en broma, com si fossin versos d'Hesíode. (Deipnosophistae. 3. 116a. 12. 516c).